# Lan hoàng thảo hương duyên
Lan hoàng thảo hương duyên hay Lan hoàng thảo cuộn (danh pháp: Dendrobium ellipsophyllum) là một loài lan phụ sinh trong chi Dendrobium, tông Podochilaeae, phân họ Epidendroideae.

## Phân bổ
- Thế giới: Lào, Campuchia, Myanmar, Thái Lan, Trung Quốc
- Việt Nam: Tây Nguyên (Đắk Lắk, Lâm Đồng, Kon Tum, Gia Lai)